# دوشیوو
دوشیوو (به چکی: Dušejov) یک منطقهٔ مسکونی در جمهوری چک است که در ناحیه ییهلاوا واقع شده‌است. دوشیوو ۴٫۸۷ کیلومتر مربع مساحت و ۴۱۵ نفر جمعیت دارد و ۶۱۰ متر بالاتر از سطح دریا واقع شده‌است.